# Boeing 777X

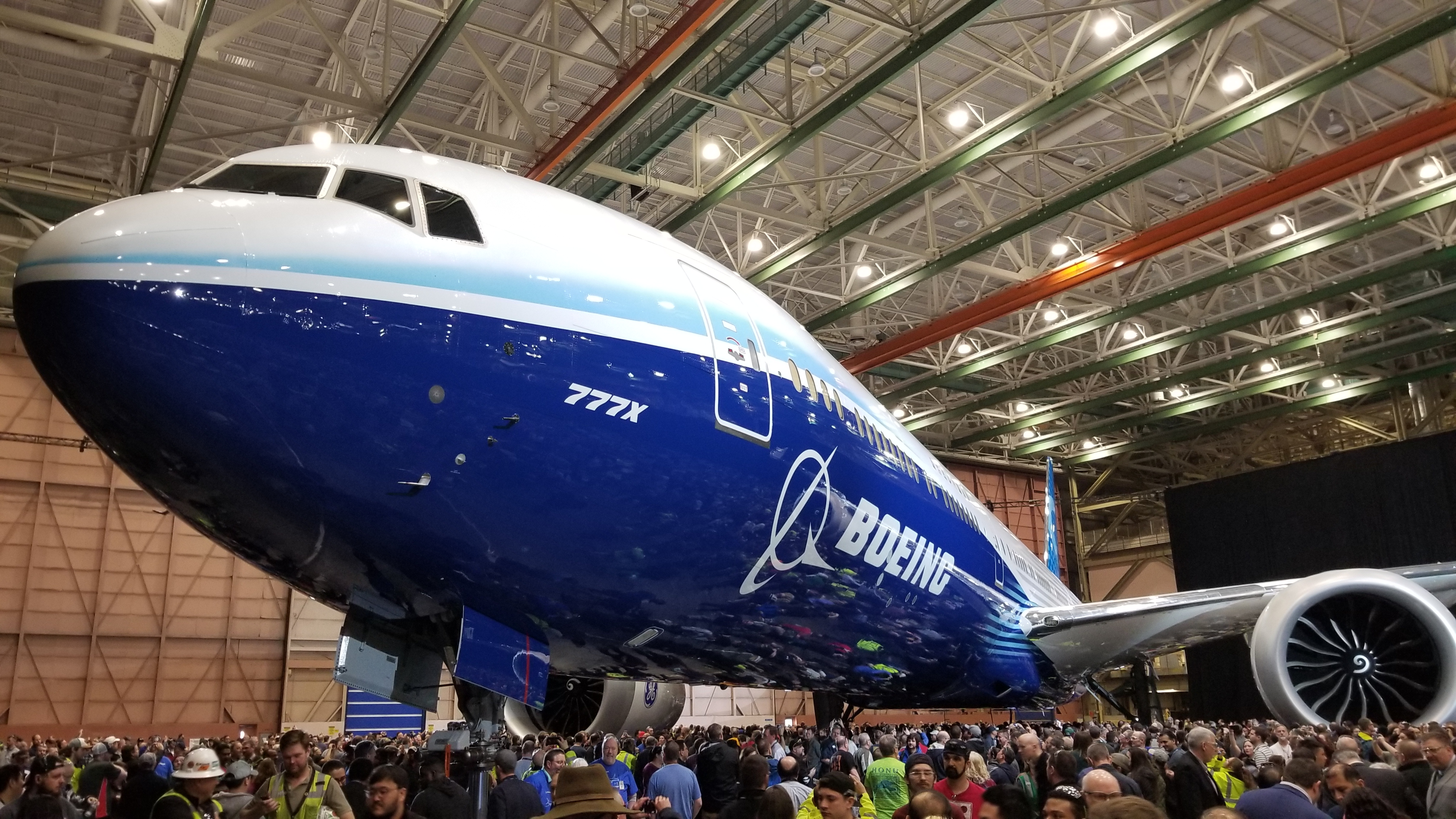
De Boeing 777x in 2019

De Boeing 777X is een nieuwe serie van de lange-afstand, wide-body, twin-engine Boeing 777-familie en is in ontwikkeling door Boeing Commercial Airplanes.

## Geschiedenis
Op 25 januari 2020 steeg de allereerste Boeing 777X op van de luchthaven Paine Field bij Seattle in de staat Washington voor een eerste vlucht die drie uur en 52 minuten duurde. Begin 2021 werd de eerste levering uitgesteld tot eind 2023. De vertraging kwam door een verstrenging in de vereisten voor certificatie, en door de coronapandemie. In april 2022 stelde Boeing opnieuw de leveringen uit van de 777X, deze keer naar 2025. In januari 2025 werd bekend dat de eerste 777X zal worden geleverd aan Lufthansa, maar dit zal niet voor 2026 gebeuren.

## Beschrijving
De 777X zal voorzien worden van nieuwe GE9X-motoren, nieuwe composietvleugels met vouwende vleugeltippen, grotere cabinebreedte en zitcapaciteit en technologieën van de Boeing 787. De 777X-serie werd gelanceerd in november 2013 met twee varianten: de 777-8 en de 777- 9. De 777-8 biedt plaats aan 365 passagiers en heeft een bereik van 16.090 km, terwijl de 777-9 plaats biedt aan 414 passagiers en een bereik van meer dan 13.936 km.

### Varianten

#### Boeing 777-8X
De 777-8X is aangekondigd als het eerste model uit de toekomstige 777X-serie. Het toestel heeft een gepland vliegbereik van 17.222 kilometer met ruimte voor 350 passagiers. Het toestel moest in 2020 op de markt komen als directe concurrent van de Airbus A350-1000, maar dit is vanwege problemen in de testfase jaren uitgesteld.

#### Boeing 777-9X

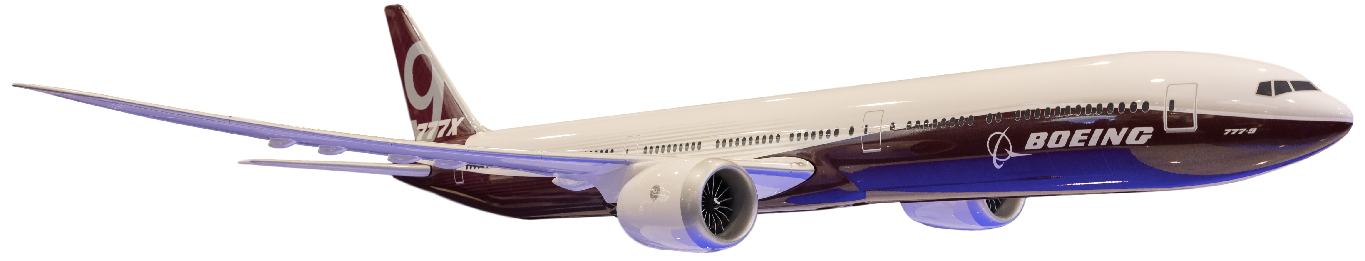
Boeing 777X-9 (model)

De 777-9X is het tweede type uit de 777X-serie. Het toestel moet een vliegbereik krijgen van 15.185 kilometer en plaats bieden aan meer dan 400 passagiers. De eerste levering stond net als de -8X gepland in 2021, maar dit is uitgesteld naar 2026. De 777-9X zal met een lengte van 76,7m langer zijn dan de Boeing 747-8, tot nu het langste passagiersvliegtuig van Boeing met 76,25m. 